# Jim Rathmann
Richard "Jim" Rathmann (Alhambra (Californië), 16 juli 1928 – Melbourne, 23 november 2011) was een Amerikaans autocoureur. Hij won de Indianapolis 500 in 1960 en was lange tijd de oudste Indy-500 winnaar die nog in leven was.

## Carrière
Rathmann nam tussen 1949 en 1963 deel aan wedstrijden uit de American Automobile Association en United States Automobile Club kampioenschappen, de voorlopers van de Champ Car. Hij won voor de eerste keer op de Milwaukee Mile in 1957. De belangrijkste overwinning kwam er drie jaar later toen hij winnaar werd van de Indianapolis 500 van 1960. Hij nam in totaal veertien keer deel aan deze race (waarvan 10 keer als Formule 1 race) en in de jaren voor zijn overwinning werd hij drie keer tweede, in 1952, 1957 en 1959. Omdat de Indianapolis 500 tussen 1950 en 1960 opgenomen werd als race die meetelde voor het wereldkampioenschap Formule 1, verzamelde Rathmann in totaal 29 punten in de Formule 1, dat is het hoogste aantal punten die een coureur behaald heeft in de Formule 1 van alle coureurs die uitsluitend de Indy 500 reden.